# Direcció del feix

Exemple de canvi de direcció de feix en xarxes GSM.

La direcció del feix és una tècnica per canviar la direcció del lòbul principal d'un diagrama de radiació d'un transmissor o receptor d'energia.
En els sistemes de ràdio i radar, la direcció del feix es pot aconseguir canviant els elements de l'antena o canviant les fases relatives dels senyals de RF que condueixen els elements. Darrerament, la direcció del feix està jugant un paper important en la comunicació 5G a causa de la naturalesa quasi òptica de les freqüències 5G.

Exemple de canvi de direcció de feix a partir d'un array de 6 antenes.

En acústica, la direcció del feix s'utilitza per dirigir l'àudio dels altaveus a un lloc específic de l'àrea d'escolta. Això es fa canviant la magnitud i la fase de dos o més altaveus instal·lats en una columna on el so combinat s'afegeix i es cancel·la a la posició requerida. Comercialment, aquest tipus de disposició d'altaveus es coneix com line array. Aquesta tècnica ha existit des de fa molts anys, però des de l'aparició de la moderna tecnologia de processament de senyals digitals, ara hi ha molts productes disponibles comercialment al mercat. La direcció del feix i el control de directivitat mitjançant DSP van ser pioners a principis dels anys 90 per Duran Audio, que va llançar una tecnologia anomenada DDC (Digital Directivity Control).
En els sistemes òptics, la direcció del feix es pot aconseguir canviant l'índex de refracció del medi a través del qual es transmet el feix o mitjançant l'ús de miralls, prismes, lents o reixes de difracció giratòries. Alguns exemples d'enfocaments de direcció de feix òptic inclouen cardans mecànics basats en miralls o unitats directores de feix, mecanismes galvanòmetres que giren miralls, prismes Risley, antenes de matriu de fase, òptiques de matriu en fase i sistemes microelectromecànics (MEMS) que utilitzen micromiralls.